# Колегія театинів
Львівська театинська коле́гія — навчально-освітня установа у Львові, що була призначена для навчання вірменських, а згодом і руських (українських) юнаків з метою поширення в краю церковної унії з Римським престолом. Заснована ченцями ордену театинців.

## Історія
Театинці прибули до Львова в 1664 році на запрошення львівського вірменського архієпископа Миколая Торосовича, який 1630 року підписав унію з Римом. Вони зайняли частину вірменського монастиря при церкві Святого Хреста (нині вул. Замарстинівська, 9), який 1681 р. повністю перейшов у їхнє підпорядкування. Тут у 1664 році влаштовано Колегію театинів (лат. Collegium Pontificum) для підготовки вірменських греко-католицьких священнослужителів.
Першим ректором (у 1664—1666) Колегії був італієць Клементе Ґалано (1610—1666), після нього ректором став француз Луї Марі Піду́ (1638—1717).
У 1708 році Колегія придбала «Ісаровичівську кам'яницю», для конвікту (гуртожитку), тепер на тому місці колишній будинок української кредитної спілки «Дністер», що на вул. Руській, 20.
З переходом 1700 року в унію Львівсько-Галицької православної єпископії до Колегії театинів у 1708 році була приєднана Львівська братська школа і створено єдину Вірменсько-руську театинську колегію. В 1712 році уніатський перемиський єпископ Юрій Винницький надав всі кошти із свого фонду, який він збирав для відкриття руської духовної семінарії у Перемишлі, театинам з умовою, навчання ними руських учнів. Суму в 400 000 злотих надану Винницьким збільшив єпископ Єронім Устрицький. Однак, після навчання перших шести учнів, театини припинили подальший набір уніатів мотивуючи це браком коштів.
Згодом королевич Якуб Людвік Собеський подарував театинцям земельну ділянку з королівських ґрунтів під Високим Замком (тепер вул. Кривоноса, 6), на якій заплановано будівництво нового приміщення Колегії. Проєкт виконав у Римі архітектор Нікола Сальві близько 1730 року. Однак проєкт виявився надто дорогим, тому згодом був змінений Гаетано К'явері. Будівництво розпочалося близько 1734 року. 
12 вересня 1740 року старе приміщення колегії на Замарстинівській,9 разом з костелом Святого Хреста були знищені внаслідок пожежі і її територію вірмени передали католицькому орденові лазаристів (місіонери Святого Вікентія де Поль). Колегію театинів у 1745 перенесли до нового приміщення на Кривоноса. На той час було споруджено південне, фронтальне і частково західне крило. Східне крило, де планувалось розмістити каплицю, залишилося недобудованим і за каплицю слугувала зала на другому поверсі фронтального крила. Будівництво припинили у 1746 році. Від кольору дахівки за будівлею закріпилася назва «Червоний кляштор».
У 1785 році львівський вірмено-католицький архієпископ Якуб Валеріан Туманович на цій ділянці заклав фундамент під костел, проте того ж року декретом кайзера Йозефа II (Йосифінська касата) приміщення передали військовим для казарм артилерії.
Фронтальне крило було додатково розбудоване військовими після 1818 року і споруда набула ознак класицизму. Авторами проекту перебудови за припущенням проф. Ольгерда Чернера міг бути П'єр Дені Ґібо. Однак на думку професора Єжи Ковальчика це зробили архітектори Максиміліан фон Крус і Йозеф Маркль. Будинок використовувався як казарми до 1989 року. Нині у ньому розміщені підрозділи Міністерства внутрішніх справ.